# Lomas de Montechelo
Lomas de Montechelo är en ort i Mexiko.   Den ligger i kommunen Zapopan och delstaten Jalisco, i den centrala delen av landet, 500 km väster om huvudstaden Mexico City. Lomas de Montechelo ligger 1 564 meter över havet och antalet invånare är 173.
Terrängen runt Lomas de Montechelo är huvudsakligen kuperad, men söderut är den platt. Runt Lomas de Montechelo är det tätbefolkat, med 331 invånare per kvadratkilometer. Närmaste större samhälle är Zapopan, 20,0 km söder om Lomas de Montechelo. I omgivningarna runt Lomas de Montechelo växer huvudsakligen savannskog.